# بجادة

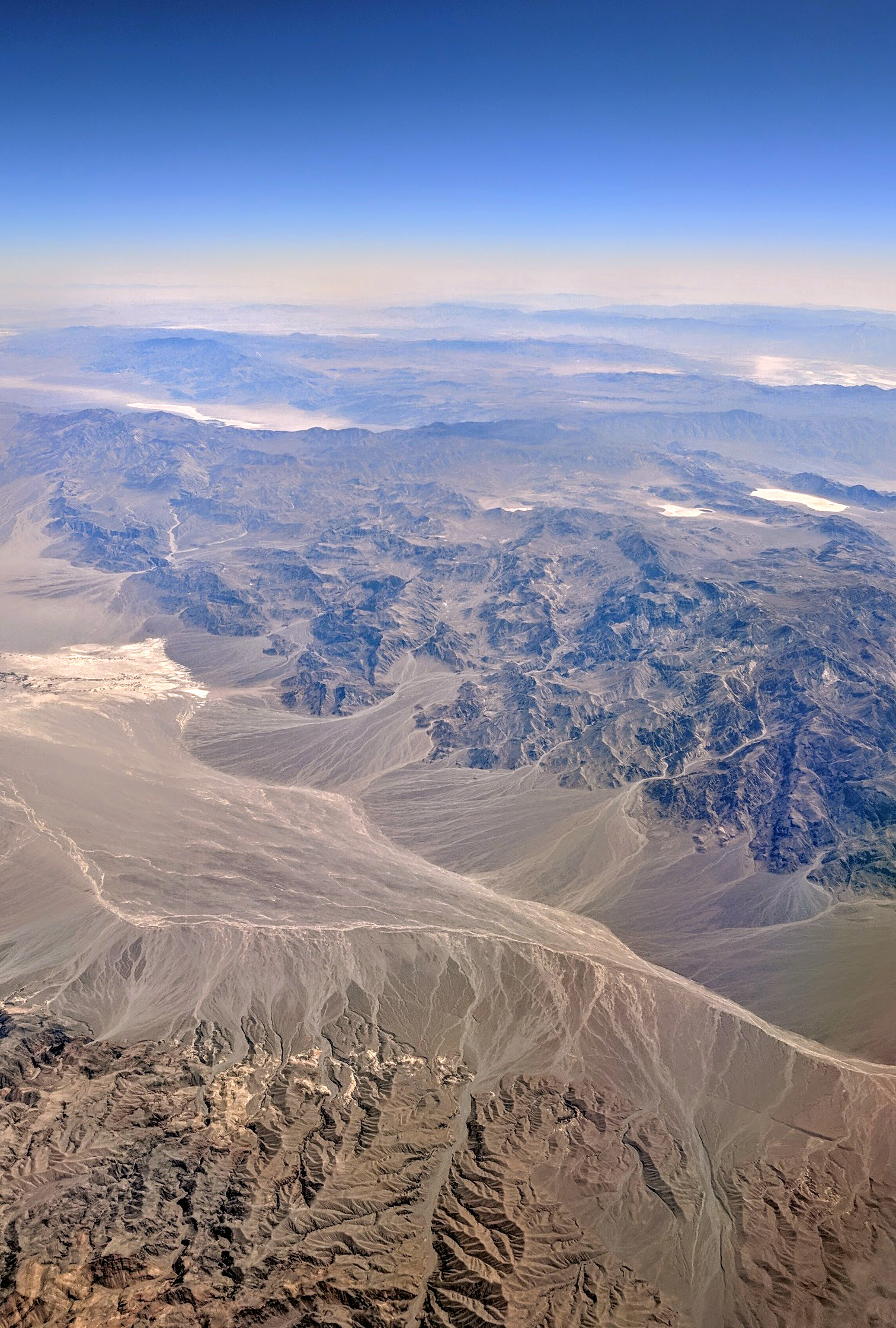
يحتوي وادي الموت على بجادات على جانبي الوادي، وهي أكثر تطورًا على جانب سلسلة جبال بنامنت (الجانب البعيد في هذا المنظر الجوي من الشمال الشرقي).

البجادة تتكون من سلسلة من المراوح الغرينية المتجمعة على طول واجهة الجبل. تتشكل هذه الرواسب على شكل مروحة من خلال ترسب الرواسب داخل مجرى مائي على أرض مسطحة عند قاعدة الجبل. استخدام المصطلح في وصف المناظر الطبيعية أو علم شكل الأرض مستمد من الكلمة الإسبانية، والتي تحمل عمومًا معنى الانحدار أو الميل، وهي منحدرة من أصل عربي.

## طالع المزيد
- بجادة (مهرجان)